# Catafrônio (prefeito do Egito)

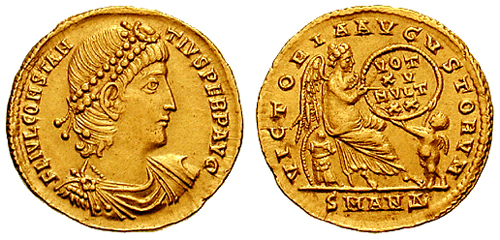
Soldo de r.

Catafrônio (em latim: Cataphronius) foi um oficial romano do século IV, ativo durante o reinado do imperador Constâncio II (r. 337–361). Nativo de Biblos, na Fenícia, aparece pela primeira vez em 356, quando tornou-se prefeito do Egito em substituição de Máximo.
Segundo a História Acéfala em 10 de junho Catafrônio entrou em Alexandria ao lado do conde Heráclio e por 15 de junho ambos estiveram envolvidos na captura de várias igrejas locais para os arianos; o racional Faustino e o duque Sebastiano também participaram. Catafrônio foi substituído no ofício em 357 por Parnásio.